# Selicanis cinereola
Selicanis cinereola är en fjärilsart som beskrevs av Smith 1900. Selicanis cinereola ingår i släktet Selicanis och familjen nattflyn. Inga underarter finns listade i Catalogue of Life.